# لائوری پیس
لائوری پیس (انگلیسی: Laurie Pace؛ زادهٔ ۹ فوریهٔ ۱۹۶۶) جودوکار زن اهل مالت است که در مجموع در بازی‌های کشورهای همسود برندهٔ ۱ مدال برنز شده‌است. وی در بازی‌های المپیک ۱۹۹۲, ۱۹۹۶ و ۲۰۰۰ به رقابت پرداخت.